# Bolitoglossa copia
Bolitoglossa copia är en groddjursart som beskrevs av Wake, Hanken och Roberto Ibáñez 2005. Bolitoglossa copia ingår i släktet Bolitoglossa och familjen lunglösa salamandrar. IUCN kategoriserar arten globalt som otillräckligt studerad. Inga underarter finns listade.